# Monument Records
Monument Records este o casă de discuri americană fondată în 1958 de Fred Foster, Buddy Deane și Jack Kirby. Inițial având sediul în Washington, D.C., casa s-a mutat la Nashville, Tennessee în 1960, și a avut parte de succes în următoarele două decenii cu un număr de artiști inclusiv Roy Orbison, Dolly Parton, Willie Nelson, Ray Stevens, Kris Kristofferson, Charlie McCoy, Boots Randolph, Jeannie Seely și alții. 
Urmând greutăților financiare și falimentului, CBS Records a achiziționat catalogul Monument în anii 1980. Succesorul lui CBS Sony Music Entertainment a reactivat marca în 1997 ca o marcă de country, ulterior relansând marca în 2017.